# Ulrico di Ebersberg
Ulrico di Ebersberg, chiamato anche Udalrico, (960/965 – 1029) fu conte di Ebersberg, margravio di Carniola, Vogt di Obermünster, Tegernsee e Frisinga e del monastero di Ebersberg.

## Biografia
Ulrico di Ebersberg era il figlio minore del conte Adalberone I († 11 settembre 969) e Luitgarda di Dillingen († 30 ottobre 969), nipote del vescovo e santo Ulrico di Augusta, che fu suo padrino e di cui ricevette il nome.
Le cronache riportano che nacque storpio "non solo nel corpo ma anche nello spirito" („nicht nur am Körper, sondern auch am Geiste“). Attraverso il battesimo, il bambino doveva essere guarito con la grazia di Dio. Successivamente Ulrico fu offerto all'altare nella chiesa appena costruita a Ebersberg e si dice che questo trattamento gli abbia portato alla fine la guarigione fisica e spirituale. Verso la fine della sua vita, perse l'occhio sinistro.
Sposò Richardis di Viehbach († 23 aprile 1013), figlia di Markwart II di Viehbach della stirpe degli Eppenstein: l'evento fu un doppio matrimonio intorno al 970, durante il quale la sorella di Ulrico, Hadamut, sposò il fratello dei Richardis, Markwart III. Sembra che la contessa Richardis avesse un pessimo senso dell'orientamento: una volta si perdette e venne ritrovata solo diversi giorni dopo vicino a Eglharting, con una sola scarpa. Nel punto in cui era stata lasciata la seconda scarpa, Ulrico fece costruire una chiesa per ringraziare Dio di aver permesso il salvataggio della consorte. Oggi, questo è il sito della Chiesa del Ritrovamento della Santa Croce (Kirche Hl. Kreuzauffindung) nel quartiere di Neukirchen.
Nel 975 divenne Vogt di Frisinga e nel 1004/09 Vogt di Tegernsee. Nel 990 Ulrico chiamò i monaci benedettini a Ebersberg per costruirvi un monastero .Nominò il primo abate dell'abbazia di San Ulrico e Afra di Augusta.
Inizialmente era il sostenitore dei Liudolfingi di Sassonia e quindi l'avversario di Enrico il Litigioso, appartenente al ramo bavarese dei Liudolfingi. Nel 986, dopo essersi riconciliato con Enrico, ricevette 29 servi.
Nel 1011/12 è attestato come conte nella marca di Carniola, che a quel tempo era separato dalla Carinzia per divenire soggetto direttamente all'impero. Sembra che fu il margravio della marca an der Sann.
Nel 1024 si oppose senza successo all'elezione di suo nipote Altmann ad abate di Ebersberg.
Il conte Ulrico e sua moglie Richardis furono sepolti nella chiesa abbaziale di Ebersberg, dove un'elaborata tomba fu eretta per loro nel XV secolo (vedi: Tomba per Ulrico di Ebersberg e Richardis di Carinzia).

## Famiglia e figli
Egli sposò Richardis di Eppenstein ed essi ebbero:
- Adalberone II (circa 980 / 85-1045);
- Eberardo II (circa 995-1065);
- Willibirg III (circa 995/1000-25 novembre 1044) 1. ) ∞ Werigand († 1037), conte del Friuli; 2. ) ∞ Wezelin d'Istria († 1040);
- Giuditta Tuta ∞ Sigeardo VI di Buren.

Con una concubina ebbe una figlia illegittima di nome Ruthrude, che diede alla luce un bambino di nome Altmann. Altmann morì il 12 giugno 1045 nel crollo del castello di Persenbeug come abate di Ebersberg (nominalmente dal 1001 al 1024 ed effettivamente dal 1024 al 1045).